# 南屯基镇
南屯基镇，是中华人民共和国吉林省辽源市东丰县下辖的一个乡镇级行政单位。

## 行政区划
南屯基镇下辖以下地区：
南屯基村、北屯基村、腰堡村、北福兴村、南福兴村、团林村、榆树村、永兴村、万兴村、中合村、河兴村、秀水村、红榔头村、柳泉村、山青村、裕民村和永吉村。